# Карамурун
Карамурун (каз. Қарамұрын) — село в Шетском районе Карагандинской области Казахстана. Входит в состав Краснополянского сельского округа. Код КАТО — 356467400.

## Население
В 1999 году население села составляло 446 человек (227 мужчин и 219 женщин). По данным переписи 2009 года, в селе проживал 301 человек (158 мужчин и 143 женщины).
По данным 2020 года, население составило 250 человек